# Tomáš Návrat
Tomáš Návrat (* 21. července 1975) je bývalý český fotbalista, záložník.

## Fotbalová kariéra
Hrál za FK Baník Havířov, FK VP Frýdek-Místek, CU Bohemians Praha, FC Stavo Artikel Brno, 1. FC Brno „B“ a FC MSA Dolní Benešov. V lize nastoupil v 71 utkáních a dal 2 góly. 

## Ligová bilance
| Ročník                            | Zápasy | Góly | Klub                  |
| --------------------------------- | ------ | ---- | --------------------- |
| 2. česká fotbalová liga 1995/1996 | 14     | 4    | FK Baník Havířov      |
| 2. česká fotbalová liga 1995/1996 | 14     | 4    | FK VP Frýdek-Místek   |
| 2. česká fotbalová liga 1996/1997 | 18     | 2    | FK VP Frýdek-Místek   |
| 2. česká fotbalová liga 1997/1998 | 25     | 5    | FK VP Frýdek-Místek   |
| 2. česká fotbalová liga 1998/1999 | 17     | 2    | FC Bohemians Praha    |
| Gambrinus liga 1999/2000          | 19     | 0    | CU Bohemians Praha    |
| Gambrinus liga 2000/2001          | 6      | 1    | CU Bohemians Praha    |
| Gambrinus liga 2000/2001          | 21     | 0    | FC Stavo Artikel Brno |
| Gambrinus liga 2001/2002          | 9      | 0    | FC Stavo Artikel Brno |
| Gambrinus liga 2002/2003          | 16     | 1    | 1. FC Brno            |
| 2. česká fotbalová liga 2003/2004 | 6      | 1    | 1. FC Brno „B“        |
| CELKEM 1. liga                    | 71     | 2    |                       |